# I love ペッカー
『I love ペッカー』（Pecker）は、1998年に制作され、日本で1999年に公開されたアメリカのコメディ映画。

## ストーリー
ストーリーは、監督のジョン・ウォーターズ自身の自伝的内容。
ボルチモアのハンバーガー・ショップで働くペッカー（エドワード・ファーロング）は、写真を撮るのが趣味のカメラ小僧。彼はボルチモアの街並や、周りにいる変な人々を被写体としていた。そんなとき、ハンバーガーショップに飾ってあった彼の作品 - ストリッパーの局部を写したもの - があるアートディーラーの目に留まり、ニューヨークで個展が開かれ、ペッカーは一躍アートシーンの有名人となる。しかし、それがもとで町に騒動が起きる。

## キャスト
※括弧内は日本語吹替
- ペッカー - エドワード・ファーロング（浪川大輔）
- シェリー - クリスティーナ・リッチ（高橋理恵子）
- ジミー - マーク・ジョイ（稲葉実）
- ジョイス - メアリー・ケイ・プレイス（滝沢ロコ）
- ティナ - マーサ・プリンプトン（深見梨加）
- マット - ブレンダン・セクストン3世（猪野学）
- ローリー・ウィーラー - リリ・テイラー（唐沢潤）
- エミリー - ベス・アームストロング（藤生聖子）
- ミーママ - ジーン・シェートラー（羽鳥靖子）
- リトル・クリッシー - ローレン・ハルジー（亀井芳子）
- リン・ウェントワース - パトリシア・ハースト（紗ゆり）
- Ｔボーン - モーリーン・フィッシャー（望木祐子）
- ボーザック - ドナルド・ニール（秋元羊介）
- ベティ - キャロリン・ステイヤー（中澤やよい）
- ハーブ・ニールボックス - アラン・J・ウェンドル（楠見尚己）
- レスター - ティム・カギアーノ（花輪英司）
- ジェド・コールマン - スコット・ウェスリー・モーガン（高瀬右光）
- レッド - ヴァレリー・カラセック（佐々木瑶子）
- ガズル - アーヴィング・ジェイコブス（緒方文興）
- レズのもぎり - メアリー・ヴィヴィアン・ピアース（園田恵子）
- シンディ・シャーマン（山脇小径）